# Eriopyga chlorocyma
Eriopyga chlorocyma là một loài bướm đêm trong họ Noctuidae.